# Kasel (liturgische Kleidung)

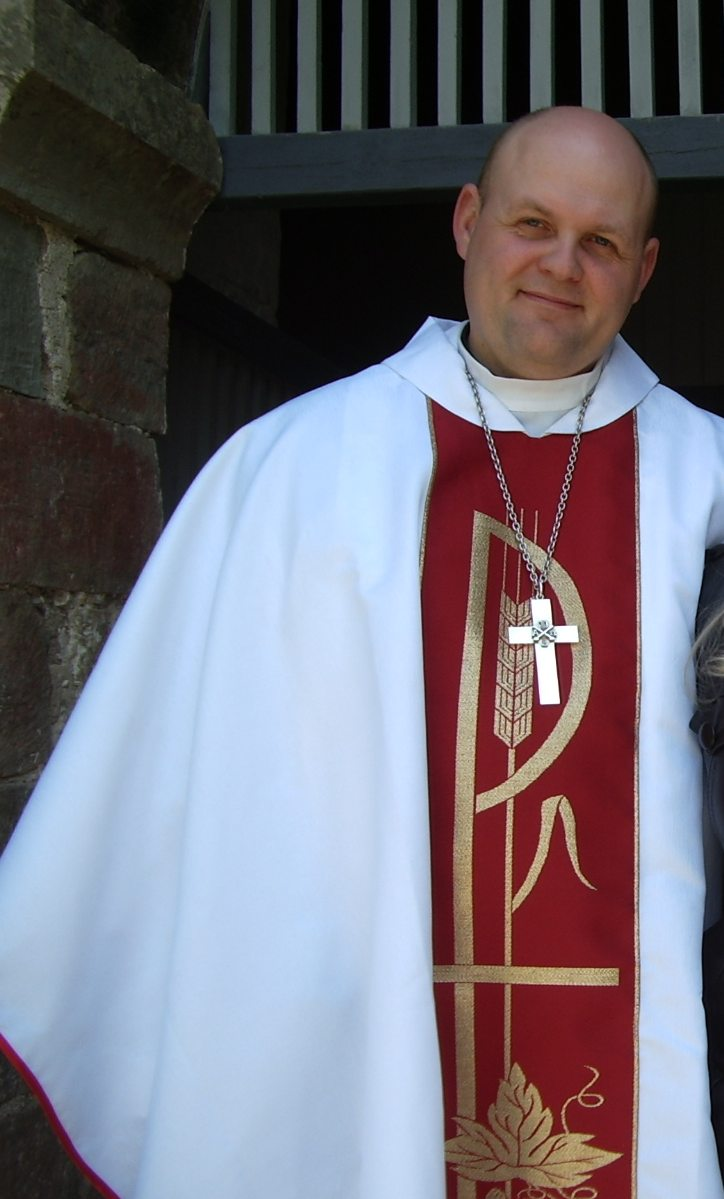
Moderne gotische Kasel

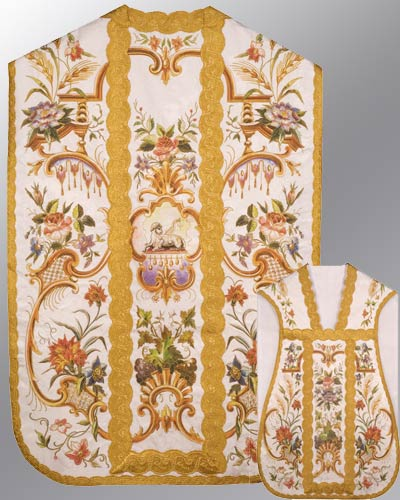
Kasel in traditioneller römischer Bassgeigenform mit reicher barocker Ornamentik und einer Lamm-Gottes-Darstellung bestickt

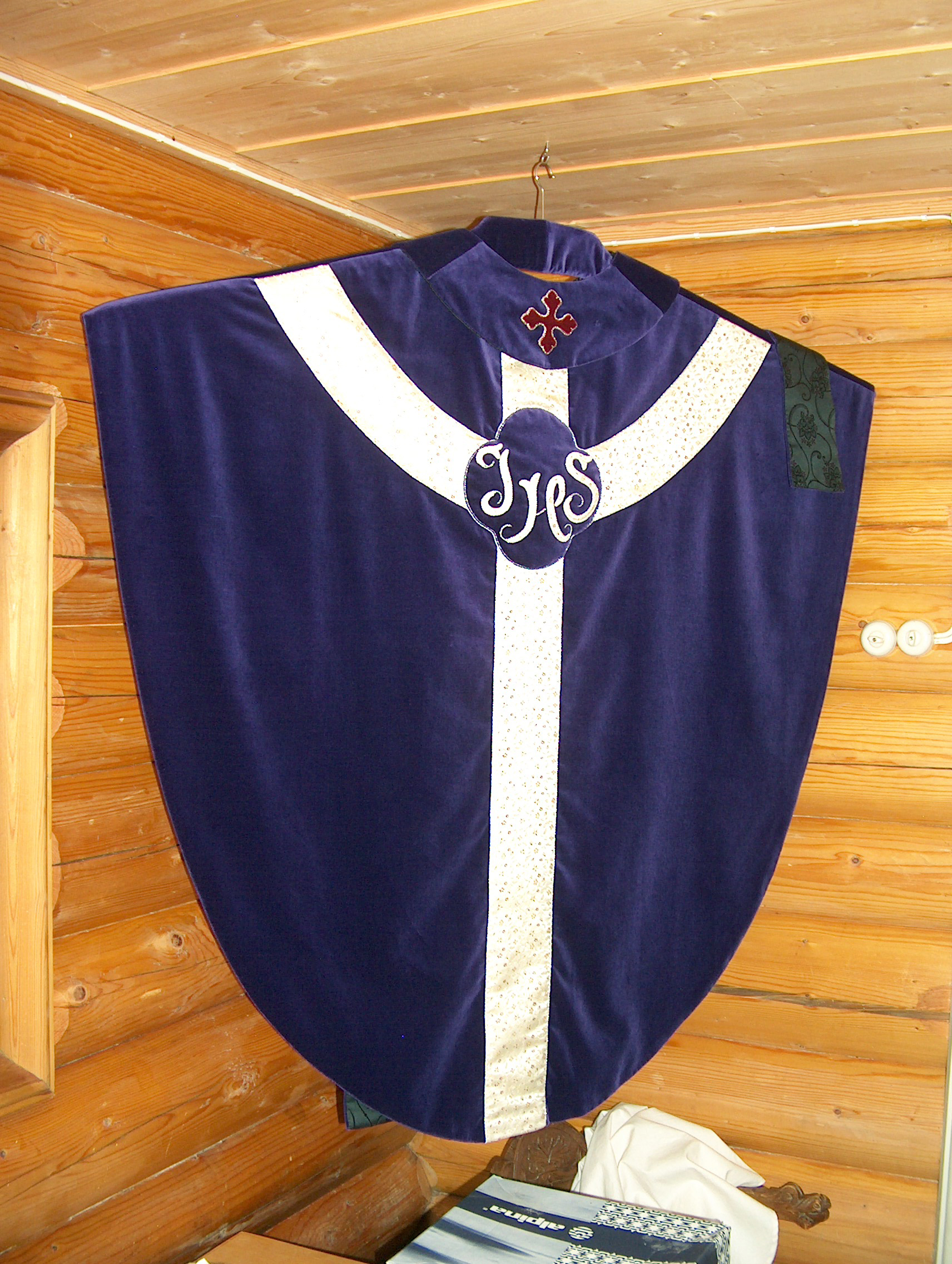
Kasel in gotischer Form

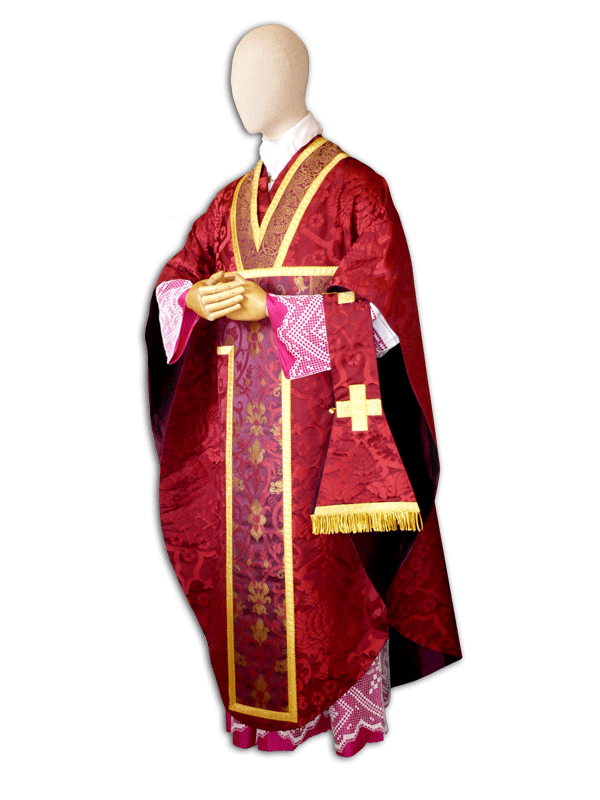
Kasel in Renaissanceform mit Manipel

Die Kasel oder Casel (von lateinisch casula ,Häuschen‘, auch planeta oder paenula) ist ein ärmelloses liturgisches Gewand, das ursprünglich den ganzen Körper umhüllte. Sie ist heute das liturgische Obergewand des Bischofs und des Priesters bei der heiligen Messe. Im Deutschen wird sie häufig als Messgewand bezeichnet. In den ostkirchlichen Riten entspricht der Kasel das Phelonion.

## Geschichte der Kasel
Bei der antiken Casula (griechisch φελόνιον phelónion, φελόνης phelónēs oder φαινόλης phainólēs, davon das lateinische Lehnwort paenula) handelte es sich um einen Überwurf bzw. Wettermantel in Form eines runden oder ovalen Tuchs (aus beliebigem Stoff) mit einer mittigen Öffnung für den Kopf, an der häufig eine Kapuze befestigt war. Paulus erwähnt im 2. Timotheusbrief (2 Tim 4,13 ), dass er in Troas einen Mantel vergessen habe, und bittet Timotheus, ihn ihm mitzubringen. Als Glockenkasel kann das Kleidungsstück auch aus einem halbkreisförmigen Stoff zusammengenäht werden. Die antike Kasel reichte rundherum bis ungefähr zur Wade und verfügte nicht über Öffnungen für die Arme. Dadurch war der Träger in der Beweglichkeit eingeschränkt, aber vor Wind und Wetter geschützt. Um die Arme frei zu bekommen, musste der Träger einen Teil des Tuches raffen – so dass im Pontifikalamt zeitweise der Diakon die Aufgabe hatte, die Kasel des Bischofs zurückzufalten – oder seitlich über die Schulter zurückwerfen. Wird der Stoff vorne geöffnet, ist der Übergang zum Pluviale fließend.  Verwandt sind alle cape- oder ponchoartigen Kleidungsstücke.
In der römischen Kaiserzeit wurde die Kasel über der Tunika zunehmend zum Bestandteil der alltäglichen Oberbekleidung, bekam den Charakter von Festkleidung und ersetzte die Toga. Als später die Hosenmode Kasel und Tunika verdrängte, wurde die Kasel exklusives Kleidungsstück der Kleriker. Sie diente nicht nur bei der heiligen Messe, sondern auch bei anderen Kulthandlungen als Gewand, auch für Diakone, Subdiakone und Akolythen. Bereits das vierte Konzil von Toledo erwähnt 633 die Casula. Ein Diakon trägt etwa seit dem 4. Jahrhundert die Dalmatik als Obergewand, und für Anlässe außerhalb der heiligen Messe entwickelte sich das vorne geöffnete Pluviale aus der Kasel, so dass die Kasel spätestens ab dem 12. Jahrhundert überall ausschließliches Gewand des Priesters bei der heiligen Messe wurde.

## Formen und Ausstattung
Die traditionelle Form einer kegelförmigen oder „Glockenkasel“ wird als „gotische Form“ bezeichnet. Im 12. Jahrhundert wurden die Kaseln an beiden Seiten etwas ausgeschnitten, so dass die Hände benutzt werden konnten, ohne das Gewand zu raffen. Die Kaseln endeten so nach vorn und hinten in einer Spitze. Ab dem 13. Jahrhundert kamen kostbarere, schwerere Stoffe und gefütterte Kaseln in Gebrauch, so dass die Kaseln schmaler wurden und einem schulterbreiten Skapulier ähnelten; auch die Länge wurde reduziert. Solche Kaseln waren leichter zu tragen und preisgünstiger. Die steifen Stoffe waren entweder gerade geschnitten oder vorn geschweift zugeschnitten (sogenannte römische Kasel oder „Bassgeige“). Seit dem 19. Jahrhundert wurden „neugotische“ Kaselformen üblich, in denen der Stoff wieder über die Arme und teilweise bis zu den Händen fällt. Weitere Typunterschiede (römisch, deutsch, spanisch, französisch) ergaben sich aus Größe und Form der Kopföffnung – rund oder trapezförmig –, der Anordnung der Nähte und dem Zuschnitt.
Das rein gotische Gewand ist auf der Vorderseite mit einem vertikalen Streifen (Stab) und auf der Rückseite (oft auch auf beiden Seiten) mit einem Kreuz (früher mit einem Y-förmig aufsteigenden Querbalken, als Gabelkreuz) belegt. Das Kreuz auf der Rückseite der Kasel wird in der Kunstgeschichte als Dorsalkreuz (von lat. dorsum, „Rücken“) bezeichnet. Seit dem hohen Mittelalter führte man diese Zierde oft in prächtiger figürlicher oder ornamentaler Stickerei aus, bei der auch Goldfäden und echte Perlen verarbeitet wurden. Für die Casula verwendet man meist Damast und Samt aus Seide. In älterer Zeit waren auch orientalische Gold- und Seidengewebe, in der Antike auch einfache Leinen- oder Baumwollstoffe gebräuchlich. Im 18. Jahrhundert gab es sogar Kaseln aus Leder, vereinzelt auch aus Stroh. Kirchliche Bestimmungen zum Material der Kaseln wurden für die ganze Kirche erst im 19. Jahrhundert erlassen.
Neben Kreuzformen kommen als Schmuck Ornamente und vor allem auf der Rückseite der Kasel Bildmotive oder symbolische Darstellungen zur Anwendung, etwa das Christusmonogramm, eucharistische oder marianische Symbole sowie Heiligendarstellungen. Einen künstlerischen Höhepunkt stellten im Mittelalter gestickte Bildkaseln dar, die zum Teil vollflächig mit biblischen Motiven gestaltet waren und von denen einige in Domschätzen erhalten sind, etwa in Halberstadt, Bamberg, Erfurt oder Wien.

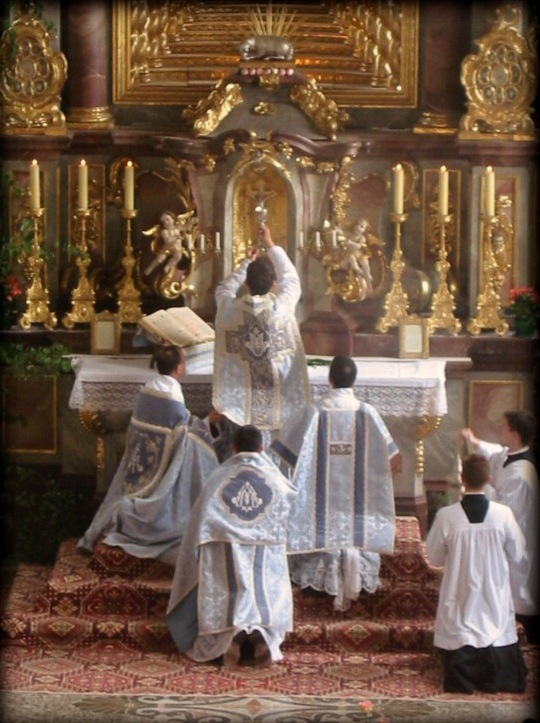
Zur Kasel passende Gewänder der Altarassistenz bei einer Messfeier mit Leviten in der außerordentlichen Form des römischen Ritus

In der katholischen Kirche gilt seit dem Zweiten Vatikanischen Konzil die Regel, dass die liturgischen Riten „den Glanz edler Einfachheit an sich tragen“ sollen. Für die Ausstattung der Kaseln und anderer liturgischer Gewänder gilt, dass „außer den bisher gebräuchlichen Stoffen auch andere in den verschiedenen Gebieten übliche Naturfasern verwendet werden [können], ebenso Stoffe aus Kunstfasern, sofern sie der heiligen Handlung und der Person würdig sind. [...] Schönheit und Würde eines jeden Gewands soll nicht durch Anhäufen von Schmuck und Verzierung erreicht werden, sondern durch die Auswahl des Stoffes und seine Form. Ihre Verzierung soll aus solchen Figuren, Bildern oder Symbolen bestehen, die auf den heiligen Gebrauch hinweisen, und nichts enthalten, was zu ihm nicht passt.“ Einzelheiten bestimmen die einzelnen Bischofskonferenzen.
Die Farbe des Gewandes hängt seit dem Mittelalter zumeist von den Festen und Zeiten im Kirchenjahr sowie den Anlässen für den Gottesdienst ab und richtet sich nach dem liturgischen Farbkanon.
Es ist üblich, dass zur Kasel eine Stola, früher auch ein Manipel sowie ein Kelchvelum und eine Burse aus gleichem Stoff und in gleicher Ornamentik gehören. Manchmal richten sich Dalmatik und Tunicella und eventuell auch das Pluviale für den Presbyter assistens in Material und Ausschmückung nach einer Kasel, so dass die an einem levitierten Hochamt mitwirkenden Kleriker aufeinander bezogene Gewänder tragen. Wenn eine solche Gesamtausstattung besonders kunst- und wertvoll ist, wird sie regional auch als Ornat bezeichnet. Regierende Fürsten und Fürstinnen zeichneten häufig ihre Hauptkirchen durch die Stiftung besonders kostbarer Ornate aus.

## Liturgischer Gebrauch
Die Kasel wird heute ausschließlich von Priestern und Bischöfen und ausschließlich während der heiligen Messe getragen; daher rührt die geläufige Bezeichnung als Messgewand. Dabei werden in der Regel wieder die „gotischen“ Kaseln mit Symbolsprache und zum Teil mit Überstolen verwendet.
Die Priester tragen die Kasel herabfallend und raffen die Seiten oder das vordere Teil, wenn sie die Hände gebrauchen wollen. Unter der Kasel werden Albe und Stola getragen.
Die Überreichung der Kasel an den Weihekandidaten bei der Priesterweihe gehörte seit dem Frühmittelalter regional zum Weiheritus. Vom Hochmittelalter bis zur Liturgiereform nach dem Zweiten Vatikanischen Konzil war diese Kasel am Rücken zusammengefaltet und wurde erst nach der Kommunion der Weihemesse vom Bischof entfaltet, als Zeichen, dass der Priester „nun zum Altardienst völlig fähig sei“.
Die Kasel wurde gedeutet als „Panzer des Glaubens“ oder als „süßes und leichtes Joch Christi“, das der Priester in der Nachfolge Christi trug. Zum Anlegen der Kasel sprach der Priester ein Ankleidegebet, wie es in der außerordentlichen Form des römischen Ritus bis heute üblich ist, etwa:

„Bekleide mich, o Herr, mit der Zier der Demut, der Liebe und des Friedens, auf dass ich, allseitig mit Tugenden ausgerüstet, den Feinden zu widerstehen vermag.“

„Herr, du hast gesagt: ‚Mein Joch ist süß und meine Bürde leicht‘; gewähre mir, dass ich es so zu tragen vermag, dass ich deine Gnade erlange.“

## Planeta plicata
Diakone und Subdiakone trugen seit dem Hochmittelalter statt der Kasel die Dalmatik und die Tunicella. Nur zu bestimmten Anlässen trugen sie eine vorn aufgerollte oder aufgebundene Kasel (Planeta plicata, „gefaltete Kasel“), um die Hände frei zu haben. Üblich war dies nach einem ab dem 12. Jahrhundert im lateinischen Raum allgemein verbreiteten römischen Brauch an Tagen mit Bußcharakter (Advents- und Fastenzeit, Quatembertage), an denen die Verwendung prunkvoller Gewänder nicht angemessen erschien. Beim Verlesen von Epistel und Evangelium legten der Subdiakon oder Diakon die Planeta plicata ab. Der Diakon rollte sie zusammen, legte sie wie eine Schärpe quer über die linke Schulter und führte die herabhängenden Seiten rechts an der Hüfte zusammen. Hieraus entwickelte sich die diagonal getragene  Stola latior (breitere Stola), die anstelle der zusammengerollten Kasel angelegt wurde. Der Diakon legt die Planeta plicata erst wieder nach der Kommunion an. Der Subdiakon verlas die Epistel in Albe und mit angelegtem Manipel und legte sofort danach die Planeta plicata wieder an. Dadurch wurde der Rangunterschied zwischen Diakon, dem das Tragen der Stola zukommt, und dem Subdiakon deutlich.
Dies war vorgeschrieben für Kathedral-, Kloster- und Pfarrkirchen, an kleineren Kirchen war es nicht üblich. Dort assistierten Diakon und Subdiakon beim Hochamt an Tagen mit Bußcharakter die ganze Messe über in Albe und mit angelegtem Zingulum, der Diakon trug zusätzlich die übliche Diakonenstola.
Die Reform der Karwoche und der Rubriken 1955 bzw. 1960 (Codex Rubricarum) führte jedoch bereits vor der Liturgiereform Pauls VI. in Folge des Zweiten Vatikanischen Konzils zum Verschwinden von Planeta plicata und Stola latior. Die Trageform der regulären Diakonenstola in der Westkirche ist durch diese Herkunft bedingt bzw. beeinflusst (Querstola in Form einer Schärpe).

## Protestantismus
In der reformierten Kirche wurden die Messgewänder zur Zeit der Reformation abgeschafft. Auf lutherischem Gebiet blieben sie zunächst weitgehend in Gebrauch. Unter anderem in Sachsen und in Brandenburg wurden Casula und Albe vereinzelt bis zum Ende des 18. Jahrhunderts und darüber hinaus benutzt. So stiftete der Kaufmann Thomas Fredenhagen noch 1697 zusammen mit dem neuen Hochaltar der Marienkirche in Lübeck eine rotsamtene, reich bestickte Kasel.
Gelegentlich wird die Kasel in Deutschland heute in der Selbständigen Evangelisch-Lutherischen Kirche, bisweilen auch in Gemeinden der evangelisch-lutherischen Landeskirchen getragen. Bis heute wird sie außerdem in den lutherischen Kirchen Skandinaviens verwendet. Dort finden auch die sogenannten „Bassgeigen“ und moderne Kaseln fast rechteckiger Form, die seitlich nur bis über den Oberarm reichen, Verwendung. In den lutherischen Kirchen des Baltikums und der Vereinigten Staaten ist der Gebrauch der Kasel ebenfalls verbreitet.